# コンスタンティン・フォールコン

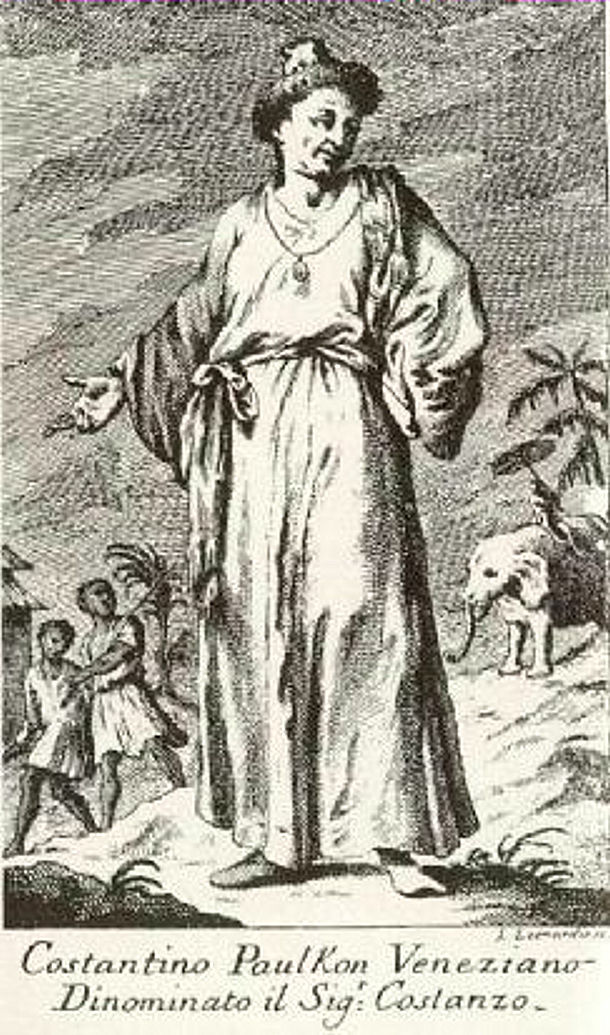
同時代に描かれたフォールコンの肖像

コンスタンティン・フォールコン (Constantine Phaulkon, 1650年 - 1688年6月5日）は、タイのアユタヤ王朝・ナーラーイ王時代の政府高官。タイでは、官職名であるチャオプラヤー・ウィッチャイェーン（タイ語: เจ้าพระยาวิชเยนทร）として知られる。妻は日系人のマリー・ギマルド。
1650年、ギリシャのケファロニア島にて、当時この島を統治していたヴェネツィア共和国から派遣されてきた役人で、知事を務めていたイタリア人の父と、地元貴族出身のギリシャ人の母の間に誕生した。そのころの名前はコンスタンティノス・ゲラキス（ギリシア語: Κωνσταντίνος Γεράκης, Konstantinos Gerakis）と言ったが13歳で島を出て、16歳の時にイギリスへ渡りイギリス東インド会社に就職し、フォールコンとイギリス風に姓の綴りを変えた。イギリスは当時重商主義政策を行っており、大型船を使った遠洋貿易が盛んであったが、フォールコンはこのときイギリス船の船員になり、アジア各国を旅し、インドネシアで倉庫係を務めていた頃にマレー語を習得した。
タイには1675年、25歳の時に渡来した。当時のタイの王朝の首都・アユタヤでイギリス系の貿易会社・ジョージ・ホワイト商会 (George White Company) の会計になり財産をためた後、自分自身で貿易を始めようと船を購入して遠洋に出た。しかし、あえなくもインドで難破した。そこでペルシアから帰国途中のアユタヤ王朝外交官と出会い、再びタイの地を踏むことになった。
アユタヤに再び帰ったフォールコンは、時のアユタヤ王であったナーラーイの歓迎を受けた。オランダ東インド会社によるバンコク湾封鎖で西洋人に対する不信感が募っていたナーラーイ王には、政府高官を快く助けたフォールコンが友好的に見えたのであろうか、フォールコンはクン・ウィッチャイェーン（タイ語: ขุนวิชเยนทร์）の官位・欽錫名を授けられ、以降ナーラーイ王の寵愛を受けた。
その後は西洋の知識を持っている人物として、ピッサヌロークの砦や、ロッブリーの副首都建設の現場監督を請け負った。英語とタイ語を自由に操り外交面でも大きく活躍し、船員時代、商会勤めの時代に築き上げたイギリス東インド会社とのコネを利用し、タイ政府の通訳（彼は母国語のギリシャ語以外にも英語・フランス語・ポルトガル語・マレー語・タイ語に堪能だった）として活躍した。その外交の内容は、オランダ、ポルトガルを排除し、イギリス、フランスに便宜を図ったものであった。
ロッブリー副首都建設の後、フォールコンはプラ・リッティカムヘーンパックディーシースレーントーンセーナー（タイ語: พระฤทธิกำแหงภักดีศรีสุเรนทรเสนา）の官位・欽錫名を授けられ、後の1683年には高官チャオプラヤー・コーサーティボーディー（通称コーサーレック）の死去に伴い、チャオプラヤー・ウィッチャイェーンの官位・欽錫名を授けられ、政府の最高顧問となった。
そのころ、フランス王・ルイ14世は外交官・シモン・ド・ラ・ルベールに宣教師を引き連れさせてタイに派遣し、フォールコンに賄賂を送って、ナーラーイ王と使節のやりとりをした。フォールコンはさらにナーラーイ王にキリスト教への改宗を持ちかけたが、ナーラーイ王はこれを拒否した。フォールコンはフランスの軍隊がタイに来たとき、軍を城内へ勝手に連れ込んだ。
この一連の行為により、フォールコンは王朝の高官達の怒りを買い、フォールコンの味方であったナーラーイ王がロッブリーで病に臥せると、1688年6月5日に次王・ペートラーチャー王やその息子チャオプラヤー・コーサーティボーディー（上記のコーサーティボーディーとは同姓同名である。通称コーサーパーン）をはじめとする高官達の者によって暗殺された（シャム革命 (1688年)）。